# Каносса
Кано́сса (итал. Canossa) —  коммуна в Италии, в провинции Реджо-нель-Эмилия области Эмилия-Романья.
Население составляет 3376 человек, плотность населения составляет 64 чел./км². Занимает площадь 53 км². Почтовый индекс — 42026. Телефонный код — 0522.